# 서인충 장군 묘소
서인충 장군 묘소(徐仁忠 將軍 墓所)는 울산광역시 동구 동부동 산 127에 있다. 2018년 1월 30일 울산 동구의 향토문화재 제1호로 지정되었다.

## 개요
선무원종 임란1등 공신 의병장 서인충 장군의 묘이다.